# Ostertal (Naturschutzgebiet)
Das Naturschutzgebiet Ostertal liegt im Landkreis St. Wendel im Saarland. Das aus mehreren Teilgebieten bestehende Gebiet erstreckt sich zwischen Neunkirchen im Süden und Herchweiler im Norden entlang der Oster und der Blies. Die B 420 kreuzt das Gebiet, östlich verläuft die Landesgrenze zu Rheinland-Pfalz.

## Bedeutung
Das 467 ha große Gebiet ist seit dem 1. Februar 2017 unter der Kennung NSG-N-6509-301 als Naturschutzgebiet ausgewiesen.